# Libis Arenas
Libis Andrés Arenas Murillo (Istmina, 12 maggio 1987) è un ex calciatore colombiano, di ruolo portiere.

## Carriera
Arenas ha debuttato giovanissimo da titolare nella prima divisione colombiana con l'Envigado. Nel 2006, dopo un periodo di prova, viene trovato l'accordo con la Lazio per la cessione del colombiano, il quale prende parte al ritiro della squadra biancoceleste partecipando anche ad un'amichevole estiva, subentrando nel finale di gara a Tommaso Berni. Nel gennaio del 2007, non potendo essere schierato in partite ufficiali, a causa dei regolamenti riguardo al numero massimo di extracomunitari in rosa, la Lazio decide di cedere in prestito il giovane portiere proprio al suo ex club di appartenenza, ovvero l'Envigado.
Nell'agosto del 2007 è acquistato a titolo definitivo dagli spagnoli del Mérida, che lo hanno subito girato in prestito agli uruguaiani del Central Español. Nel 2008 si è trasferito in Paraguay al Cerro Porteño e l'anno seguente è tornato in Colombia al Deportivo Pereira. Dal 2010 cambia varie squadre, restando sempre nel continente sudamericano.

## Palmarès

### Nazionale
- Campionato sudamericano Under-20: 1

Colombia 2005